# Ruines de l'église médiévale de Klisa
Les ruines de l'église médiévale de Klisa (en serbe cyrillique : Остаци средњовековне цркве на локалитету Клиса ; en serbe latin : Ostaci srednjovekovne crkve na lokalitetu Klisa) se trouvent à Stari Ledinci en Serbie, dans la municipalité de Petrovaradin et sur le territoire de la ville de Novi Sad. En raison de leur valeur patrimoniale, elles sont inscrites sur la liste des monuments culturels de grande importance de la république de Serbie (identifiant no SK 1168).

## Présentation
Les ruines de l'église de Klisa sont situées à l'est du village de Stari Ledinci, sur les pentes septentrionales du massif de la Fruška gora.
L'édifice, de petite dimension, probablement construit au XIIIe siècle, était constitué d'une nef unique voûtée en berceau. Les murs sont constitués de pierre brute ; un clocher y fut ajouté par la suite, érigé dans le même matériau.
Des sondages réalisés en dehors de l'abside et du mur nord ont permis de mettre au jour des contreforts qui furent ajoutés par la suite mais sans connexion directe avec les murs de l'église ; la fonction de ces contreforts n'est pas clairement établie mais les chercheurs supposent qu'ils servaient sans doute à renforcer l'édifice endommagé. L'intérieur n'a pas été fouillé et l'on ignore la hauteur totale du bâtiment ; un arc de voûte qui subsiste encore aujourd'hui s'élève à une hauteur de 2,06 m.
À l'extérieur de l'église, plusieurs tombes, probablement monastiques, ont été mises au jour sans que l'on puisse les dater avec précision.
L'église a été détruite et désertée après la conquête ottomane. Au début du XXe siècle, des vestiges de fresques étaient encore visibles à l'intérieur de l'édifice ; il n'en reste plus la moindre trace aujourd'hui.
Certains chercheurs considèrent que l'église faisait partie d'un monastère dédié à Saint Sava, dont le culte était alors très important dans le secteur de la Fruška gora.